# Direction départementale de l'Équipement
« DDE » redirige ici. Pour les autres significations, voir DDE (homonymie).
En France, de 1967 à 2010, les directions départementales de l'Équipement (DDE) sont des services déconcentrés,  dépendant du ministère de l'Équipement ou de son équivalent dans les différents gouvernements. 
Leurs attributions vont bien au-delà de la voirie qui constituait l'activité principale des anciens services des ponts et chaussées. Elles disposent en particulier d'une branche spécialisée dans la signalisation maritime, le Service des phares et balises. 
Les DDE travaillent pour l'État mais aussi comme prestataires de services pour les collectivités locales. 
Entre 2006 à 2009, des réformes successives ont conduit à réduire leur périmètre, puis à faire disparaître les DDE en répartissant leurs domaines de compétences entre de nouvelles administrations, principalement les directions départementales des Territoires (DDT) et les directions interdépartementales des routes. 

## Histoire

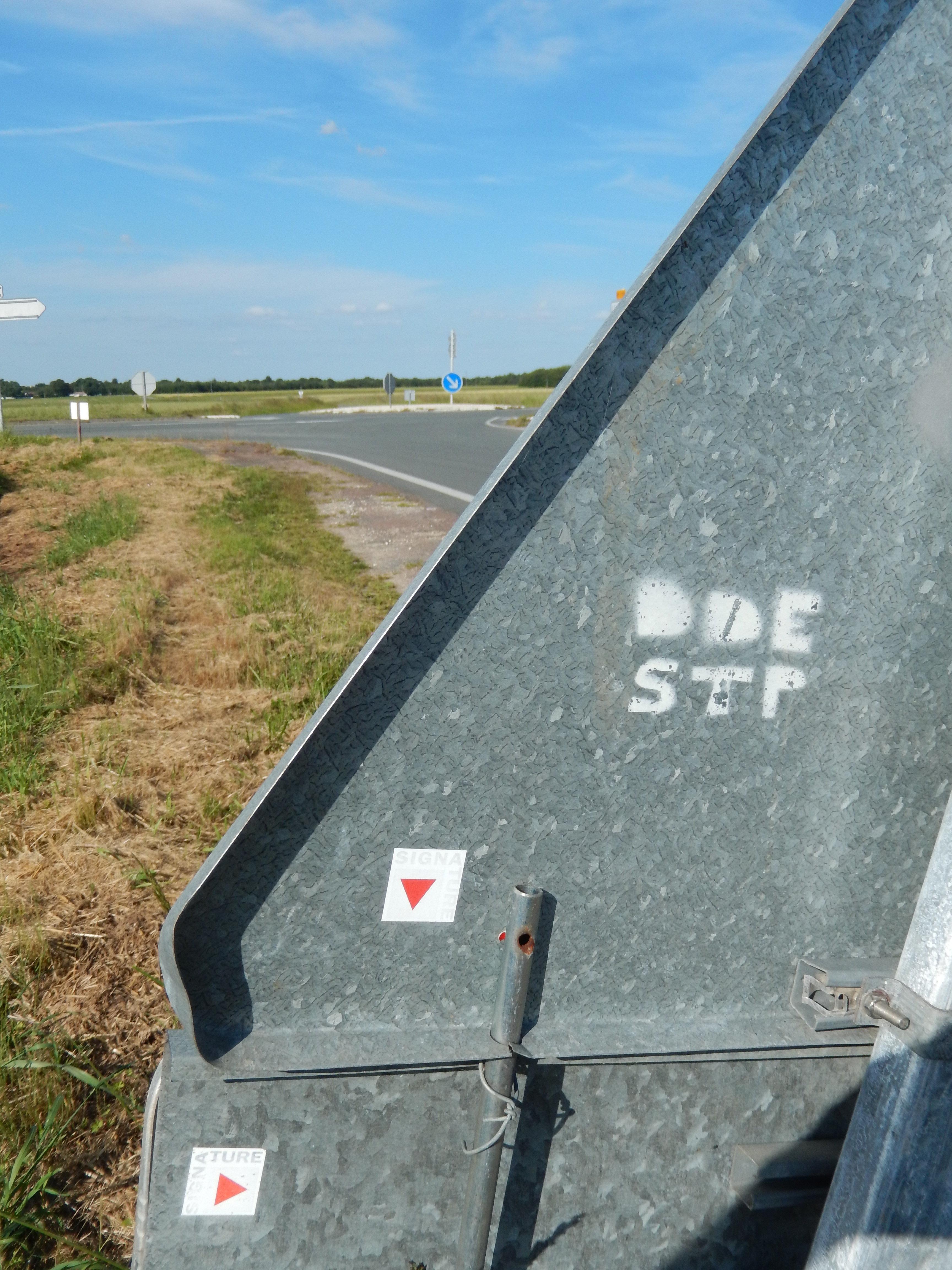
Le dos d'un panneau de signalisation temporaire implanté par l'antenne saint-porcheroise de la direction des Infrastructures du département de la Charente-Maritime, héritière de la DDE. Les initiales de l'ancien service de l'équipement sont toujours visibles.

### 1967-2005
Les directions départementales de l'Équipement ont été créées en mars 1967 par le décret no 67-278 et reprennent les attributions des services territoriaux des Ponts et Chaussées et des directions de la Construction. À l'époque ont aussi été créées les directions régionales de l'Équipement (DRE) qui avaient un rôle de conception et d'aménagement du territoire, le domaine opérationnel revenant aux DDE. 
À compter de 1982, à la suite des lois de décentralisation, les conseils généraux ont progressivement repris la gestion directe des personnels qui, au sein des DDE, assuraient les missions qui relèvent de leurs compétences, notamment la voirie départementale et le patrimoine immobilier (collèges). Toutefois, une loi de 1992 réaffirmait le principe de maintien des services des DDE et de leur personnel sous statut d'État, tout en prévoyant le financement par les départements et communes des travaux exécutées pour eux. 
Jusqu'en 2001, les services de l'État pouvaient exercer des missions de maîtrise d'œuvre pour les communes sur simple demande de leur part (délibération puis autorisation préfectorale). À partir de 2001, ils sont soumis au code des marchés publics dans les mêmes conditions de concurrence que les bureaux d'études privés.
Par dérogation à cette obligation, les services de l'État pouvaient apporter leur assistance technique aux communes les plus petites dans les domaines de la voirie, de l'aménagement et de l'habitat, pour des raisons de solidarité et d'aménagement du territoire.

### 2006-2009: réformes et suppression
À partir de 2006, diverses réformes affectent les DDE avant de conduire à leur suppression dans le cadre de la révision générale des politiques publiques (RGPP). 

#### Transferts touchant au réseau routier
L'« acte II de la décentralisation » prévu par la loi du 13 août 2004 relative aux libertés et aux responsabilités locales prévoit que les conseils généraux reprennent la totalité de la gestion des réseaux routiers départementaux dont ils ont la responsabilité. Au 1er janvier 2007, la partie routière et ouvrages d'art (construction, entretien et exploitation) des DDE est donc transférée, soit au département, soit à de nouveaux services spécialisés du ministère : 
- les routes départementales (RD) et routes nationales d'intérêt local (RNIL) (environ 375 000 km) passent sous la responsabilité des directions des routes des conseils généraux, entraînant le transfert de 30 000 agents des DDE ;
- les routes nationales (RN) et autoroutes (A) non concédées sont transférées à onze directions interdépartementales des Routes (DIR) qui sont créées pour construire, entretenir et exploiter ce réseau d'environ 20 000 km à la place des DDE.

La loi no 2009-1291 du 26 octobre 2009 parachève la réforme en abrogeant donc la loi de 1992 et prévoit le transfert des « parcs de l'équipement » et de leurs personnels aux conseils généraux, pour les parties qui n'ont pas été dévolues aux DIR.
Les DDE conservent la compétence en matière d'habitat, d'urbanisme, d'éducation routière, de gestion de crises, d'animation de la sécurité routière, maritime, d'appui aux collectivités locales, de prévention des risques, etc.

#### Réorganisation des compétences maritimes
Au 1er janvier 2008, les compétences maritimes sont regroupées dans des services maritimes interdépartementaux au sein de certaines DDE littorales (ex: DDE Finistère pour la Bretagne). En 2010 ces services fusionnent avec  une partie des services des affaires maritimes pour former les directions régionales de la mer (DIRM).

#### Fusion des DDE et des DDAF, puis directions départementales des Territoires
Dans le cadre d'une première réorganisation des services de l'État, avant la révision générale des politiques publiques (RGPP) proprement dite, est prévue la fusion progressive des directions départementales de l'Équipement avec la direction départementale de l'Agriculture et de la Forêt (DDAF) pour former la direction départementale de l'Équipement et de l'Agriculture (DDEA).
L'opération a d'abord été réalisée dans huit départements test au 1er janvier 2007 (Ariège, Aube, Cher, Loir-et-Cher, Lot, Yvelines, Territoire de Belfort et Val-d'Oise).
Le 1er janvier 2009, quarante-sept des DDE non encore DDEA ont fusionné avec la DDAF locale.
Entretemps, une réorganisation plus large avait été décidée. Dans ce cadre, au 1er janvier 2010, l'ensemble des DDE et des DDEA donne naissance, dans tous les départements de France métropolitaine hors Paris, Hauts-de-Seine, Seine-Saint-Denis et Val-de-Marne, à des structures interministérielles : les directions départementales des Territoires ou directions départementales des Territoires et de la Mer (DDT ou DDTM), intégrant en plus des deux directions citées précédemment les services environnement chargés du contrôle de légalité des préfectures. Les directions régionales de l'Équipement (DRE) disparaissent et sont créées les directions régionales de l'Environnement, de l'Aménagement et du Logement (DREAL).
Au 1er janvier 2010, le reliquat des parcs de l'Équipement, subsistant dans les DDE sont transférés aux DIR et aux départements. 
Au 1er juillet 2010, pour l'Île-de-France, au lieu d'une DREAL, sont créées la direction régionale et interdépartementale de l'Équipement et de l'Aménagement (DRIEA), la direction régionale et interdépartementale de l'Environnement et de l'Énergie (DRIEE) et la direction régionale et interdépartementale de l'Habitat et du Logement (DRIHL), chacune reprenant des thématiques interministérielles des DRE, DRIRE et services préfectoraux.
Au 1er avril 2021, les DRIEA et DRIEE sont remplacées par la direction régionale et interdépartementale de l'environnement, de l'aménagement et des transports d'Île-de-France (DRIEAT).

## Missions de la DDE jusqu'au 31 décembre 2006
- construction et entretien des réseaux routiers
- sécurité des ouvrages
- aménagement du territoire
- habitat (politique du logement, etc.)
- urbanisme (contrôles, contentieux, décisions de construire, etc.)
- environnement
- constructions publiques (ministères, collectivités territoriales, etc.)
- transports
- bases aériennes